# 古斯塔夫王子海峽
古斯塔夫王子海峽（英語：Prince Gustav Channel）是南極洲的海峽，位於葛拉漢地，西面是南極半島，東面是詹姆斯羅斯島，長130公里、寬24公里，該海峽現時由南極條約體系管理。
63°50′S 58°15′W / 63.833°S 58.250°W